# Родиго
Родиго (итал. Rodigo) је насеље у Италији у округу Мантова, региону Ломбардија.
Према процени из 2011. у насељу је живело 1555 становника. Насеље се налази на надморској висини од 35 м.

## Становништво
Према резултатима пописа становништва 2011. у општини је живело 5.360 становника.
| 1931. | 1936. | 1951. | 1961. | 1971. | 1981. | 1991. | 2001. | 2011. |
| ----- | ----- | ----- | ----- | ----- | ----- | ----- | ----- | ----- |
| 5.474 | 5.579 | 5.935 | 5.372 | 5.095 | 5.106 | 4.883 | 5.023 | 5.360 |